# Gleide Angelo
Gleide Nascimento Angelo (Recife, 7 de outubro de 1966), é uma delegada de polícia e política brasileira. É deputada estadual de Pernambuco pelo PSB.

## Biografia
Gleide Angelo, é formada em Direito pela Universidade Salgado de Oliveira (UNIVERSO). É Delegada da Polícia Civil de Pernambuco. Gleide tentou pela primeira vez sua corrida para uma vaga na câmara estadual e obteve 412.636 votos, sendo a candidata mais votada da história de Pernambuco.
Em 2022, foi reeleita com 118.869 votos.